# Chucky Atkins
Kenneth Lavon Atkins, detto Chucky (Orlando, 14 agosto 1974), è un ex cestista e allenatore di pallacanestro statunitense, professionista in Croazia e nella NBA.

## Carriera
Dopo una carriera di college alla University of South Florida, non viene scelto nel draft e, dopo un anno nei ora defunti La Crosse Bobcats, squadra della CBA, decide di spostarsi in Europa alla KK Cibona, dove gioca dal 1997 al 1999.
La sua carriera nella NBA comincia nel 1999 negli Orlando Magic. In seguito giocherà per i Detroit Pistons e i Boston Celtics. Nel 2004 rientra nello scambio che porta Gary Payton a Boston e si trasferisce nei Los Angeles Lakers. L'anno successivo viene nuovamente girato, insieme a Caron Butler, questa volta ai Washington Wizards in cambio di Kwame Brown e Laron Profit.
Atkins però trova poco spazio e decide di svincolarsi. Il 23 gennaio 2006 approda ai Memphis Grizzlies per sostituire l'infortunato Damon Stoudamire.
Nel 2007 è la volta dei Denver Nuggets, ma viene presto fermato da un problema ad un'ernia.
Una volta ripreso a giocare, scende in campo 24 volte nella stagione 2007-2008 con i Nuggets, mentre nella stagione seguente colleziona solo 14 presenze.
A gennaio 2009 viene trasferito agli Oklahoma City Thunder in cambio del francese Johan Petro, mentre a luglio dello stesso anno passa ai Minnesota Timberwolves con Damien Wilkins in cambio di Etan Thomas e due seconde scelte nel draft NBA 2010. Successivamente viene tagliato da Wolves e firma un contratto non garantito con i Detroit Pistons.

## Statistiche

### College
| Anno      | Squadra             | PG  | PT | MP   | TC%  | 3P%  | TL%  | RP  | AP  | PRP | SP  | PP   |
| --------- | ------------------- | --- | -- | ---- | ---- | ---- | ---- | --- | --- | --- | --- | ---- |
| 1992-1993 | South Florida Bulls | 27  | 27 | 32,1 | 42,5 | 40,6 | 63,9 | 3,4 | 4,0 | 1,0 | 0,1 | 10,2 |
| 1993-1994 | South Florida Bulls | 26  | 25 | 30,3 | 35,7 | 27,6 | 74,5 | 2,4 | 4,0 | 0,7 | 0,0 | 11,5 |
| 1994-1995 | South Florida Bulls | 30  | -  | 35,6 | 41,4 | 38,4 | 74,8 | 3,2 | 6,5 | 1,2 | 0,0 | 16,8 |
| 1995-1996 | South Florida Bulls | 28  | -  | 38,0 | 43,2 | 37,3 | 77,3 | 3,0 | 4,0 | 1,3 | 0,3 | 19,3 |
| Carriera  | Carriera            | 111 | 52 | 34,1 | 41,0 | 36,2 | 73,7 | 3,0 | 4,7 | 1,0 | 0,1 | 14,6 |

### NBA

#### Regular Season
| Anno      | Squadra           | PG  | PT  | MP   | TC%  | 3P%  | TL%  | RP  | AP  | PRP | SP  | PP   |
| --------- | ----------------- | --- | --- | ---- | ---- | ---- | ---- | --- | --- | --- | --- | ---- |
| 1999-2000 | Orlando Magic     | 82  | 0   | 19,8 | 42,4 | 35,0 | 72,9 | 1,5 | 3,7 | 0,6 | 0,0 | 9,5  |
| 2000-2001 | Detroit Pistons   | 81  | 75  | 29,2 | 39,9 | 35,7 | 69,2 | 2,1 | 4,1 | 0,8 | 0,1 | 12,0 |
| 2001-2002 | Detroit Pistons   | 79  | 62  | 28,9 | 46,6 | 41,1 | 69,2 | 2,0 | 3,3 | 0,9 | 0,1 | 12,1 |
| 2002-2003 | Detroit Pistons   | 65  | 7   | 21,5 | 36,1 | 35,5 | 81,6 | 1,5 | 2,7 | 0,4 | 0,1 | 7,1  |
| 2003-2004 | Detroit Pistons   | 40  | 0   | 18,8 | 37,4 | 32,3 | 72,1 | 1,2 | 2,4 | 0,5 | 0,0 | 6,2  |
| 2003-2004 | Boston Celtics    | 24  | 24  | 33,0 | 41,8 | 35,1 | 77,8 | 1,9 | 5,3 | 1,1 | 0,0 | 12,0 |
| 2004-2005 | L.A. Lakers       | 82  | 82  | 35,4 | 42,6 | 38,7 | 80,3 | 2,4 | 4,4 | 0,9 | 0,0 | 13,6 |
| 2005-2006 | Wash. Wizards     | 28  | 2   | 19,7 | 37,9 | 35,9 | 71,0 | 1,6 | 2,5 | 0,5 | 0,0 | 6,7  |
| 2005-2006 | Memphis Grizzlies | 43  | 39  | 27,0 | 40,1 | 35,2 | 81,1 | 1,7 | 3,0 | 0,7 | 0,0 | 11,4 |
| 2006-2007 | Memphis Grizzlies | 75  | 23  | 27,5 | 43,4 | 37,9 | 81,0 | 1,9 | 4,6 | 0,7 | 0,1 | 13,2 |
| 2007-2008 | Denver Nuggets    | 24  | 0   | 14,7 | 34,4 | 31,6 | 44,4 | 1,3 | 2,0 | 0,4 | 0,0 | 4,7  |
| 2008-2009 | Denver Nuggets    | 14  | 0   | 8,2  | 33,3 | 29,4 | 100  | 0,4 | 2,0 | 0,1 | 0,1 | 1,9  |
| 2008-2009 | Oklahoma Thunder  | 19  | 0   | 15,6 | 29,1 | 25,0 | 91,7 | 0,9 | 1,6 | 0,4 | 0,1 | 3,7  |
| 2009-2010 | Detroit Pistons   | 40  | 11  | 16,1 | 36,3 | 30,1 | 92,6 | 0,7 | 2,3 | 0,4 | 0,0 | 4,0  |
| Carriera  | Carriera          | 696 | 325 | 24,9 | 41,2 | 36,4 | 77,2 | 1,7 | 3,4 | 0,7 | 0,1 | 9,9  |

#### Playoffs
| Anno     | Squadra           | PG | PT | MP   | TC%  | 3P%  | TL%  | RP  | AP  | PRP | SP  | PP   |
| -------- | ----------------- | -- | -- | ---- | ---- | ---- | ---- | --- | --- | --- | --- | ---- |
| 2002     | Detroit Pistons   | 10 | 10 | 29,4 | 36,4 | 35,9 | 76,5 | 2,4 | 3,4 | 0,6 | 0,1 | 11,3 |
| 2003     | Detroit Pistons   | 17 | 3  | 18,4 | 35,2 | 36,7 | 80,8 | 1,2 | 1,5 | 1,0 | 0,0 | 6,1  |
| 2004     | Boston Celtics    | 4  | 4  | 33,3 | 43,6 | 30,0 | 89,5 | 3,5 | 3,8 | 0,8 | 0,0 | 13,5 |
| 2006     | Memphis Grizzlies | 4  | 4  | 25,8 | 40,5 | 36,4 | 62,5 | 0,8 | 3,0 | 0,5 | 0,0 | 9,8  |
| 2008     | Denver Nuggets    | 1  | 0  | 3,0  | 0,0  | 0,0  | -    | 1,0 | 0,0 | 0,0 | 0,0 | 0,0  |
| Carriera | Carriera          | 36 | 21 | 23,5 | 37,4 | 35,5 | 80,0 | 1,7 | 2,4 | 0,8 | 0,0 | 8,6  |

## Palmarès

### Squadra
- Coppa di Croazia: 1

Cibona Zagabria: 1999

### Individuale
- CBA All-Rookie First Team (1997)
- NBA All-Rookie Second Team (2000)